# Stalnyje Lisy Magnitogorsk
Stalnyje Lisy Magnitogorsk (ros. Стальные Лисы Магнитогорск) – rosyjski klub hokeja na lodzie juniorów z siedzibą w Magnitogorsku.

## Historia
- Mietałłurg 2 Magnitogorsk (-2009)
- Stalnyje Lisy Magnitogorsk (2009-)

Od 2009 drużyna występuje w rozgrywkach juniorskich MHL. Została pierwszym triumfatorem w historii tej ligi.
Zespół działa jako stowarzyszony z klubem Mietałłurg Magnitogorsk z seniorskich rozgrywek KHL.

## Sukcesy
- Pierwsze miejsce w Konferencji Wschód w sezonie zasadniczym MHL: 2010, 2022
- Pierwsze miejsce w sezonie zasadniczym MHL: 2010
- Złoty medal MHL /  Puchar Charłamowa: 2010
- Pierwsze miejsce w Dywizji Ural-Syberia w sezonie zasadniczym MHL: 2011
- Srebrny medal MHL: 2011
- Brązowy medal MHL: 2012
- Pierwsze miejsce w Dywizji Powołże w sezonie zasadniczym MHL: 2016

## Szkoleniowcy
- Jewgienij Korieszkow (2009-2012)[3][4][5]
- Igor Androsow (2013-2014)[6][7][8]
- Witalij Sołowjow (2016-2017)[9]
- Dmitrij Stułow (2017-2019)[10][11]
- Jurij Panow (2019-2020)[12]
- Jewgienij Muchin (2020)[13]
- Dienis Płatonow (2020-2021)[14].
- Stanisław Szumik (2021-)[15]

Od grudnia 2020 do 2021 w sztabie trenerskim był Andriej Sokołow, od 2021 do 2023 Nikołaj Lemtiugow, a w maju 2023 do sztabu wszedł Dmitrij Kazionow.